# Municipio de Love
El municipio de Love (en inglés: Love Township) es un municipio ubicado en el condado de Vermilion en el estado estadounidense de Illinois. En el año 2010 tenía una población de 257 habitantes y una densidad poblacional de 4,87 personas por km².

## Geografía
Según la Oficina del Censo de los Estados Unidos, el municipio tiene una superficie total de 52.79 km², de la cual 52,75 km² corresponden a tierra firme y (0,07 %) 0,04 km² es agua.

## Demografía
Según el censo de 2010, había 257 personas residiendo en el municipio de Love. La densidad de población era de 4,87 hab./km². De los 257 habitantes, el municipio de Love estaba compuesto por el 94,16 % blancos, el 1,95 % eran afroamericanos, el 0,39 % eran de otras razas y el 3,5 % eran de una mezcla de razas. Del total de la población el 0,78 % eran hispanos o latinos de cualquier raza.